# King of Asgard
King of Asgard ist eine schwedische Viking-Metal-Band aus dem östergötländischen Mjölby.

## Geschichte
King of Asgard wurde im Jahr 2008 von Karl Beckman gegründet. Er tat sich mit seinem befreundeten Schlagzeuger Karsten Larsson zusammen, mit dem er schon bei Mithotyn gemeinsam musiziert hat. Im Januar 2009 wurden die ersten Songs im Lotang Studio aufgenommen, die als 7-Track Demo Prince of Märings resultierten. Im November desselben Jahres stieß noch Jonas Albrektsson (ex-Thy Primordial) hinzu. Das Demo erweckte das Interesse von Metal Blade Records, bei dem die Band 2009 ihren Plattenvertrag unterschrieb. Im März 2010 begaben sich die drei Musiker in die Sonic Train Studios im schwedischen Varberg und nahmen dort zusammen mit Produzent Andy LaRocque 13 Lieder für ihr Debütalbum auf. Im Sommer wurde ein Video zum Albumopener Einhärjar gedreht. Regie führte Rickard Moneus von der Produktionsfirma 1897. Fi’mbulvintr erschien im August 2010. Mit Lars Tängmark war schließlich ein geeigneter Musiker als zweiter Gitarrist gefunden worden, um Konzerte spielen zu können. So folgten in den Jahren 2010 und 2011 einige erfolgreiche Club- und Festivalshows. Anfang 2012 beendeten King of Asgard das Songwriting für ihr zweites Album und kehrten im April in die Sonic Train Studios zu Andy LaRocque zurück, um …To North einzuspielen.

## Diskografie
- 2009: Prince of Märings (Demo, CD, Eigenvertrieb)
- 2010: Fi'mbulvintr (Album, CD, Metal Blade Records)
- 2012: ...To North (Album, CD/LP+7”-Vinyl, Metal Blade Records)
- 2014: Karg (Album, CD/LP, Metal Blade Records)
- 2017: Taudr (Album, CD/LP, Trollmusic)
- 2021: Svartrviðr (Album, CD/LP, Trollmusic)

## Musikvideos
- 2010: Einharjar
- 2012: The Nine Worlds Burn (Regie/Produktion: Andreas Edelönn / 1897.SE)
- 2014: The Runes of Hel (Regie/Produktion: Rickard Monéus / 1897.SE)
- 2021: Ammobiærg (Regie/Produktion: Jimmy Johansson / Super Linu Puro Productions)